# Bromazolam
Bromazolam (XLI-268) é uma triazolobenzodiazepina (TBZD) sintetizada pela primeira vez em 1976, mas que nunca foi comercializada. Posteriormente, passou a ser vendida como droga projetada, tendo sido identificada pela primeira vez na Suécia em 2016. É o análogo de bromo em vez de cloro do alprazolam e possui efeitos sedativos e ansiolíticos semelhantes. O bromazolam é um agonista seletivo dos receptores GABAA, com afinidade de ligação de 2,81nM no subtipo α1, 0,69nM no α2 e 0,62nM no α5.

## Legalidade
No Brasil, o bromazolam não é uma droga regulamentada pela Agência Nacional de Vigilância Sanitária (Anvisa). Apesar disso, foi identificado como adulterante em drogas ilegais no mercado brasileiro, e o registro da primeira morte associada ao bromazelam ocorreu em 2023, no Espírito Santo.